# نیروگاه بادی کپیتال
نیروگاه بادی کپیتال (انگلیسی: Capital Wind Farm) در نزدیکی بانگندور، بزرگ‌ترین نیروگاه بادی در نیو ساوت ولز است. این نیروگاه، همراه با نیروگاه بادی وودلاون و تأسیسات بازنمایی خورشیدی کپیتال ایست که در نزدیکی آن قرار گرفته‌اند، بخشی از حوزه انرژی تجدیدپذیر کپیتال ۶٬۰۰۰ هکتاری (۱۵٬۰۰۰ جریب فرنگی) هستند. نیروگاه بادی کپیتال توسط پیمانکاران بین‌المللی سازلون انرژی برای مالک و متصدی اینفیگن انرژی (Infigen Energy) ساخته شد. ساخت این نیروگاه در اوایل سال ۲۰۰۸ شروع شد و در ماه اکتبر ۲۰۰۹ به‌طور کامل آماده بهره‌برداری شد. ظرفیت نامی نیروگاه ۱۴۰٫۷ مگاوات بوده و مشتمل بر ۶۷ توربین بادی است.
در سال ۲۰۰۹، برآورد شده بود که ضریب ظرفیت نیروگاه بالغ ۳۵٫۸ درصد باشد، و طبق آن به‌طور میانگین ۴۴۱ گیگاوات ساعت در سال، برق تولید کند.